# Mission Hill (Dakota du Sud)
Pour les articles homonymes, voir Mission Hill.
Mission Hill est une municipalité américaine située dans le comté de Yankton, dans l'État du Dakota du Sud. Selon le recensement de 2010, elle compte 177 habitants. La municipalité s'étend sur 0,33 milles carrés (0,85 km2).
Fondée en 1894, la ville doit son nom à une mission congrégationaliste située sur une colline (« hill ») proche.

## Démographie
| 1920 | 1930 | 1940 | 1950 | 1960 | 1970 |
| ---- | ---- | ---- | ---- | ---- | ---- |
| 167  | 184  | 195  | 169  | 165  | 161  |

| 1980 | 1990 | 2000 | 2010 | - | - |
| ---- | ---- | ---- | ---- | - | - |
| 197  | 180  | 183  | 177  | - | - |